# Robert Paparemborde

a Compétitions nationales et continentales officielles uniquement.

b Matchs officiels uniquement.
Dernière mise à jour le 16 août 2015.
Robert Paparemborde, né le 5 juillet 1948 à Ance (Pyrénées-Atlantiques) et mort le 18 avril 2001 à Paris 14e, est un joueur international français de rugby à XV jouant principalement au poste de pilier droit à la Section paloise et, en fin de carrière, pour le Racing Club de France, et en équipe de France de 1975 à 1983.
Né en Barétous et ayant grandi en vallée d'Ossau en Béarn, Robert Paparemborde débute par l'athlétisme, le Judo et le Handball. Repéré pour ses qualités athlétiques, Paparemborde rejoint la Section paloise en 1966. Avec les sectionnistes, il remporte challenge Antoine-Béguère en 1970.
Sélectionné en équipe de France à partir de 1975, il devient titulaire et remporte 3 victoires dans le Tournoi des Cinq Nations (1977, 1981 et 1983) dont 2 grands chelems. Paparemborde est une légende du rugby français, étant élu meilleur pilier du monde dans les années 1970. Il a également occupé des postes importants dans le rugby français en tant que vice-président de la FFR et manager général des équipes nationales.

## Biographie

### Enfance et formation
Robert Paparemborde naît le 5 juillet 1948 à Ance, en vallée de Barétous, une des trois vallées du Béarn. Il a résidé à Ance puis à Laruns, où son père était employé à la DDE, chargé de l'entretien de la route entre Laruns et les Eaux-Chaudes. Il était l'aîné de Jean et de Pierrette, ses frère et sœur. Il a suivi sa scolarité à l'école communale et au collège de Laruns, puis au lycée Louis-Barthou de Pau où il a obtenu son baccalauréat. Il a ensuite effectué son service militaire au Bataillon de Joinville.
Paparemborde a été scolarisé à Laruns, en vallée d'Ossau, où il a reçu le surnom de Patou en référence au Patou des Pyrénées, dont il avait hérité de la force et de l’assurance. Il s'est distingué par son physique et sa volonté de défendre les plus faibles. Il a débuté dans divers sports : athlétisme,  judo (champion de France cadet en 1964) et handball (international cadet, puis junior en 1967).
Au lycée Louis-Barthou, Robert Paparemborde était un interne discret. Il se présentait souvent en cours à moitié réveillé, portant des pantoufles sans chaussettes. Durant les cours, il avait tendance à somnoler, tandis qu'en étude, il préférait lire des polars. Il débute le rugby à XV  avec l'équipe du lycée, les Coquelicots de Pau où il jouait centre et ailier, voire flanker, même s'il n'aimait pas jouer devant. Il est champion de France scolaire avec les Coquelicots en 1966. Sa réputation grandissait, et il a mené son équipe à une finale d'Académie en 1966, attirant des milliers de spectateurs au stade de la Croix du Prince, bastion de la Section paloise. Il est international scolaire l'année suivante, en 1967.

### Carrière en club

#### Section paloise
À 18 ans, il rejoint la Section paloise, en tant que trois-quarts centre et aile avant de se fixer au poste de pilier droit .
En 1968, pendant ses préparatifs pour le baccalauréat, il se distingua lors des seizièmes de finale à Tarbes, au Stade Jules-Soulé, contre le SU Agen. Théo Cazenave l'avait positionné au centre aux côtés de Pierre Rivera. La troisième ligne adverse, avec Sitjar, Viotto et Zani, concentra tellement ses efforts sur lui qu'elle en perdit son efficacité. La Section paloise sortit victorieuse de ce match, et en huitièmes de finale, Christian Darrouy se retrouva confronté à un ailier inhabituel qu'il ne parvint jamais à dépasser.
À partir de 1969, Robert Paparemborde devient un titulaire incontesté de la Section. Il dispose même d'un casier personnel dans les vestiaires. D'une habitude singulière, il préfère se changer dans les vestiaires réservés aux trois-quarts. Parfois, il se rend au stade de la Croix du Prince en pantoufles, et après le match, il fait l'effort de mettre de vraies chaussures pour les célébrations, mais sans chaussettes. Paparemborde confie que le fait de jouer à la Croix du Prince, le temple du rugby béarnais est une expérience particulière pour lui.
La carrière de Robert Paparemborde à la Section paloise, s'étendant des années 1969 jusqu'au milieu des années 1980, coïncide avec une période de transition pour le club sur le plan sportif après son titre de champion de France en 1964. Durant ces années, la Section Paloise a connu des hauts et des bas sur le plan sportif, mais Paparemborde est demeuré un pilier essentiel de l'équipe. Malgré les défis rencontrés, il est resté fidèle au club, contribuant à maintenir son niveau de performance et son identité. Son engagement sur le terrain et sa loyauté envers la Section Paloise ont été des éléments cruciaux pour maintenir l'esprit d'équipe et la cohésion pendant cette période de transition. Avec la Section, Paparemborde remporte néanmoins le Challenge Antoine-Béguère en 1970 face au Stade toulousain.
En 1983, il rejette la proposition des dirigeants palois de prendre la tête de l'équipe première en lieu et place de Robert Bernos, et se décide à partir.

#### Racing Club de France
Après 17 saisons avec son club de cœur de la Section paloise, il rejoint le Racing Club de France en Groupe B, avec à la clé un poste de responsable relations publiques chez Banania et la promesse de nombreux retours en Béarn. « Je ne pouvais pas rester insensible aux arguments proposés par Banania. » déclare Patou, qui signe alors un contrat similaire à celui de Jean-Pierre Rives chez Pernod.
Robert Paparemborde se retrouve à jouer pour le Racing dans des conditions bien différentes. Les matchs se déroulent souvent dans des stades modestes devant un public restreint. Si Jean-Pierre Rives a réussi à négocier pour ne jouer que les matchs à Paris, Paparemborde est toujours présent lors des déplacements, aidant le club à remonter en Groupe A pour sa dernière saison en tant que joueur.
Il est également entraîneur, puis président, du Racing club de France, club qu'il mène au titre de champion de France en 1990 (en tant que directeur technique), et en finale en 1987 (en tant qu'entraîneur).

### Carrière internationale
Paparemborde connaît une longue carrière internationale sous le maillot du XV de France de 1975 à 1983 dont il est l'inamovible pilier droit, décrochant sous le maillot frappé du coq 3 victoires dans le Tournoi des Cinq Nations (1977, 1981 et 1983) dont 2 Grands chelems, et est de la première équipe française à battre les All Blacks chez eux en 1979.
Paparemborde commence sa carrière internationale le 21 juin 1975 face à l'Afrique du Sud, match perdu 38 à 25. Il est par la suite sélectionné à 54 reprises au sein du XV tricolore avec lequel il marque sept essais (longtemps record mondial pour un pilier).
Il remporte le Tournoi des Cinq Nations en 1977, 1981 et 1983 (dont deux Grands Chelems en 1977 et 1981).
Il fait partie du XV de France victorieux pour la première fois en Nouvelle-Zélande le 14 juillet 1979 à Auckland sur le score 24 à 19.
Il remporte également les Jeux méditerranéens de 1979, et fait partie des tournées en Afrique du Sud en 1975 et 1980, États-Unis en 1976, Argentine en 1977, Nouvelle-Zélande en 1979 et Australie en 1981.
Lorsque Paparemborde prend sa retraite sportive, il est recordman des sélections en Équipe de France au poste de pilier.

### Barbarians français
Avec son ami Jean-Pierre Rives, il est l'un des membres fondateurs des Barbarians français. Le 1er mai 1980, il participe au premier match des Barbarians français contre l'Écosse à Agen. Les Baa-Baas l'emportent 26 à 22. Il est également sélectionné pour leur deuxième et troisième matchs en tant que capitaine de l'équipe : le 15 mai 1981, les Baa-Baas l'emportent 34 à 4 contre Crawshay's à Clermont-Ferrand puis le 7 novembre 1981, les Baa-Baas s'inclinent 18 à 28 contre la Nouvelle-Zélande à Bayonne,.
Deux ans plus tard, le 23 novembre 1983, il est de nouveau le capitaine pour son dernier match avec les Barbarians français contre l'Australie à Toulon. Les Baa-Baas s'inclinent 21 à 23.

### Carrière de dirigeant
Il est membre du comité directeur de la FFR de 1980 à 1984, et candidat malheureux à la présidence en 1991. Vice-président de la FFR et manager général des équipes de France après l'accession de Bernard Lapasset à la présidence fin 1991, Paparemborde est débarqué un an plus tard parce qu'il avait lui-même voulu débarquer l'entraîneur du XV de France Pierre Berbizier après la défaite à Nantes face à l'Argentine.
Il est aussi l'un des actionnaires du mensuel Rugby Drop International, et directeur relations publiques chez Banania.
Cependant, Paparemborde est également connu pour son rôle dans le Tour de France. En tant que représentant de Banania, sponsor du maillot jaune en 1984 et 1986, il était présent dans la caravane publicitaire du Tour. Avec Jean-Louis Pagès, directeur des sites ASO, il a contribué à créer le concept du village départ, offrant des petits-déjeuners chaleureux aux cyclistes avec du chocolat chaud. Paparemborde était un passionné de cyclisme et a joué un rôle clé dans le choix du parcours du Tour de France, notamment en contribuant à inclure Laruns, la ville où il a grandi, dans le programme en 1985.
Depuis lors, le Tour de France est régulièrement accueilli à Laruns, avec des arrivées remarquables et des célébrations sportives. Paparemborde a laissé un héritage durable, forgeant une relation étroite entre le rugby et le cyclisme et ouvrant la voie pour que Laruns devienne un lieu privilégié du Tour de France.

### Décès
Il meurt à l'âge de 52 ans le 18 avril 2001 dans une clinique de Paris 14e, des suites d'un cancer du pancréas,. Il est inhumé dans le caveau familial au cimetière de Féas (Pyrénées-Atlantiques).

## Palmarès

### Scolaire
- Vainqueur du Championnat de France scolaire en 1966 avec les Coquelicots du lycée Louis-Barthou.

### Militaire
- Finaliste du Championnat de France militaire en 1967 avec l'ETAP de Pau (face à Alain Estève entre autres).

### En équipe nationale
- 54 sélections[17]
- Vainqueur du Tournoi des Cinq Nations en 1977 (Grand Chelem)[28], 1981 (Grand Chelem) et 1983 avec l'équipe de France.
- Vainqueur des Jeux méditerranéens en 1979 avec l'équipe de France.

## Hommages
À sa mort, de nombreuses personnalités du rugby ou de la politique lui rendent hommage.

« C'est un frère qui s'en va. Un homme de caractère doté d'une intelligence supérieure. Il y avait chez lui la volonté de faire avancer les choses du rugby, comme les mêlées qu'il maîtrisait si bien. Il avait horreur des injustices... »

— Jacques Fouroux

« Le rugby français perd un joueur d'exception, un capitaine exemplaire et un entraîneur reconnu. Robert aura marqué de son empreinte le XV tricolore. C'est un bien triste moment pour le sport français. »

— Jacques Chirac

« Pour moi, c'était un frère et pour des dizaines de milliers de jeunes, un modèle. Quand on me demandait de le définir, je disais toujours c'est un homme, un vrai: il était résolu, courageux, modeste, fidèle et empreint d'une sagesse profonde. »

— François Bayrou

« C'était un joueur moderne qui a inventé une nouvelle forme du jeu de pilier avec des courses, un jeu toujours très propre, jamais vulgaire. Il avait apporté une touche d'impertinence, de variété, d'originalité. Il était d'une époque où la finance n'était pas encore au cœur de l'aventure. Cette disparition nous affaiblit. »

— Daniel Herrero
Le stade de rugby de Laruns porte son nom depuis 2003. À Colombes, un collège Robert-Paparemborde ouvre ses portes en 2009 et à Paris le stade de la pelouse de l'hippodrome d'Auteuil a été baptisé en 2013 Espace Paparemborde.
François Bayrou était un ami de longue date de Patou Paparemborde. Une fois élu édile de Pau en 2014 et le projet de rénovation du stade du Hameau enclenché, Bayrou a envisagé de baptiser l'enceinte emblématique du rugby béarnais en stade Paparemborde,. Robert Paparemborde n'a jamais disputé de matches au stade du Hameau sous les couleurs de la Section paloise, puisqu'entre 1966 et 1983 le club palois évoluait au stade de la Croix du Prince.